# Love Me Tender
Love Me Tender är en sång skriven av Vera Matson och Elvis Presley.

## Om sången
Love Me Tender är en omskriven version av sången Aura Lee från 1861, skriven av George R. Poulton och W.W. Fosdick.
Sången var tänkt att användas i Elvis debutfilm Duell i Texas och kom till och med att ge filmen dess titel. Elvis uppträdde med den på The Ed Sullivan Show den 9 september 1956 och dagen efter fick RCA in en miljonorder, vilket gjorde den till en guldskiva innan den hade släppts.
Sången hamnade på förstaplats på Billboardlistan den 3 november 1956 och stannade där i fem veckor. I Storbritannien hamnade sången på en elfteplats.
Inofficiellt så var det Vera Matsons man Ken Darby som ensam skrev sången.